# En himla rymdfärd
En himla rymdfärd (finska: Kaikken aikojen avaruuskirja) är en bok från 1989 med en fiktiv berättelse. Den är skriven och illustrerad av Mauri Kunnas och Tarja Kunnas, medan Marie Rådbo översatt och granskat fakta 1990. Boken utkom på svenska 1990.
Huvudkaraktärerna i denna science fiction-berättelse är djur från Jorden som går på två ben och pratar, och beter sig som människor. Hur djuren förmänskligades förklaras aldrig. Fakta i boken gäller Solsystemet och är aktuella i dag. Men det berättas även om liv på andra planeter, fantasi som delvis kanske blir fakta någon gång i framtiden. Resan tar bara några dagar. I verkligheten kände människan inte till några andra planeter än de runt Solen då boken utgavs 1989.

## Bokomslag
Bokomslaget visar klassen i rymdbussen, samt andra rymdfarkoster, utanför en planet.

## Handling
En dag i maj 3001 avslutar klass 3B från "Hunddalens skola" sitt grupparbete om rymden med att repetera, och därefter ge sig av på en klassresa med sin klassföreståndare "Irma Hall" och hennes kollega "Fröken Roos". Med sin "rymdbuss", som körs av "MacTellus", skall de först besöka Solsystemet och därför göra en "avstickare" längre ut i rymden. 
Rymdbussen färdas nästan med ljusets hastighet, och dragkraften påverkar den nästan ingenting. Alla som skall med stiger in i rymdbussen. Med "MacTellus" som rymdbussförare ger sig rymdbussen av. Först ser de en meteor.
Då de lämnar Jordens atmosfär ser de allehanda "rymdskräp", det vill säga TV-satelliter som kretsar kring Jorden. En meteor har krockat med en TV-satellit, och en man försöker reparera satelliten. Det förklaras hur alla levande varelser från Jorden måste ha syrgas för att kunna andas i rymden som skyddar dem ifrån kyla och hetta.
Först besöks Merkurius, där de stöter på kackerlackor som bor på en campingplats. Kackerlackorna på Merkurius surfar på solvindarna med sina surfingbräder. Vid en kafébyggnad som svävar i rymden nära Solen hyr kackerlackorna surfingbrädor.
Därefter besöker de Venus, där Irma Halls kollega fröken Roos, som är med i "Venusklubben", skall överlämna en staty. Men på grund av det starka lufttrycket på Venus går statyn i tusen bitar. Därefter åker klassen vidare till Månen, som i denna framtid blivit ett centrum för rymdturism.
Därefter besöker de Mars. Boken berättar att en gång fanns vatten på Mars. Något som i verkligheten inte var "bevisat" 1989. De besöker även Mars naturliga satelliter Phobos och Deimos. På Phobos finns i boken en skräckkammare (Phobos och Deimos betyder "rädsla" och "skräck".
Därefter går färden vidare till asteroidbältet, som i boken används för gruvor där och området är bebott av folk som bor i små hus som svävar i rymden och sitter ihop så de inte kan driva iväg. Barnen som bor där åker "rymdscooter" till skolan.
Därefter besöker de Jupiter, på vars istäckta naturliga satellit Europa skridskoåkare syns.
Då de kommer till Saturnus ser de att folk som bor där utrustar sig med skyddsutrustning och "gravitationsskor", och joggar omkring bland stenarna i Saturnus ringsystem, vilket i boken på 3000-talet blivit modernt.
På Titan sover de över. Dess atmosfär är giftig för jordborna, men de har skyddsutrustning. På Titan ser de hav, men de får inte simma där, då metangasen är giftig. Då boken skrevs 1989 var det en vanlig teori med hav av metangas på Titan.
Sedan åker de till Uranus, och då är de ganska långt ut i Solsystemet. Det börjar nu dyka upp underliga varelser från planeter som snurrar runt andra stjärnor än Solen.
Då skolklassen åker mot Neptunus passerar rymdbussen de naturliga satelliterna Nereid och Triton. På Triton är det mycket kallt, och i boken finns där en farm, "Norra kraterfarmen", där korna är väl påklädda då de går i en hage.
Då skolklassen närmar sig Pluto landar de där, och ser där en fyr där en fyrvaktare bor. Peter påpekar att där finns inte ens en tuggummiautomat.
Därefter fortsätter de vidare, och beskådar ett bröllop vid en kyrka som svärar i rymden. Utanför kyrkan har par och gäster skyddsutrustning. En komet passerar, och många par där tycker om att fira sina bröllop nära en komet, då de tycker det blir fina foton.
Nu kan de lämna solsystemet. Att åka hem från Pluto till Jorden hade tagit ungefär fem timmar. Att åka till närmaste stjärnan, Proxima Centaruri, skulle normalt tagit mer än fyra år. Men i denna framtid finns "super-ultra-fantasi-tidstunnlar", som det går att använda sig av att för att åka till vilken del av universum som helst på bara ett ögonblick. Solsystemet har sin tidstunnel i utkanterna. Först får de dock vänta i kön.
Färden fortsätter sedan, och de passerar sedan en nebulosa.
Då de passerar jättestjärnan Betelgeuse ser de växthus, där "jättefrukter" odlas. 
Då de passerar ett dubbelstjärnsystem med en planet träffar de folk som mest slåss. De är mest trötta och arga, och klassen har förståelse för det. De tänker sig själva hur det hade varit om "Solen" lyser dygnet runt, ibland två "solar" på samma gång.
Därefter åker de förbi en stjärnhop och till slut passerar de ett "svart hål". Rymdbussen påverkas inte av gravitationen. Det svarta hålet används av "Kosmos soppojkar" som sopkross. Bland skräpet som kastas där återfinns bland annat TV-apparater, gitarrer, möbler och bollar.
Därefter vänder de hem till Jorden, vilket de tycker är skönt. Då de kommer hem talas det även om att vara rädda om miljön, så att Jorden inte blir som Venus eller Mars.

## Språk
Ordlekar förekommer; på Phobos finns en skräckkammare (Phobos och Deimos betyder "rädsla" och "skräck". I växthus vid jättestjärnan Betelgeuse odlas "jättefrukter". Även ordet "rymdrock" förekommer på en affisch. Rymdbussen körs av "MacTellus".

## Framtidsskildring
Boken skrevs 1989 och utspelar sig 3001, alltså i en avlägsen framtid som skildras "ljust". I skolan, där boken börjar, har eleverna en egen dator vid sin bänk. Många av husen på Jorden är kupolformade. I utkanten av Solsystemet finns i boken en stor "tids-tunnel", som kan användas för att åka till vilken annan del av universum som helst på bara ett ögonblick. Rymdbussen är röd, och påminner utseendemässigt om en turistbuss/landsvägsbuss med två våningar.

### Fotnoter
1. ↑  ”Kaikkien aikojen avaruuskirja” (på engelska). worldcat. 19 mars 1989. http://www.worldcat.org/title/kaikkien-aikojen-avaruuskirja/oclc/925869267?ht=edition&referer=di. Läst 8 september 2016.
2. ↑  ”En himla rymdfärd” (på engelska). worldcat. 19 mars 1990. http://www.worldcat.org/title/himla-rymdfard/oclc/57915183&referer=brief_results. Läst 9 september 2016.